# Tracker (Album)
Tracker ist das achte Studioalbum des britischen Gitarristen und Sängers Mark Knopfler. Es erschien im März 2015. 

## Entstehungsgeschichte
Knopfler veröffentlichte am 13. März 2015, drei Jahre nach Privateering, mit Tracker sein achtes Solo-Studioalbum bei Mercury Records. Die Aufnahmen fanden in Knopflers British Grove Studios im Londoner Stadtteil Chiswick statt. Dabei hatte sich die Tour mit seinem Freund Bob Dylan auf das Werk ausgewirkt.

## Rezeption
Auf Laut.de besprach Kai Butterweck das Album eher wohlwollend und merkt an, dass Knopfler „auf dem Album nur pointiert Erinnerungen an die Hochzeiten der Dire Straits wieder aufleben lasse, und dafür lieber auf ruhigen, bluesig untermalten, bisweilen keltisch angehauchten Soundpfaden wandele.“ „Knopflers neues Solo-Werk besticht mit seiner puren Schlichtheit“.
Auf AllMusic besprach Stephen Thomas Erlewine das Album. Für ihn wirke Tracker angemessen subtil, es bahne sich seinen Weg ins Dasein, anstatt sich mit einem Donnerschlag anzukündigen. Eine unterschwellige Reflexion würde zwar den Schwung des Albums bremsen, doch „Knopfler sehnt sich nicht nach der Vergangenheit, aber er blickt zurück, manchmal wehmütig, manchmal mit einem resignierten Lächeln, und er greift auf Klänge zurück, die er schon lange liebt.“

## Kommerzieller Erfolg

### Chartplatzierungen
| ChartsChartplatzierungen       | Höchstplatzierung | Wochen |
| ------------------------------ | ----------------- | ------ |
| Deutschland (GfK)              | 1 (23 Wo.)        | 23     |
| Österreich (Ö3)                | 1 (13 Wo.)        | 13     |
| Schweiz (IFPI)                 | 2 (22 Wo.)        | 22     |
| Vereinigte Staaten (Billboard) | 14 (4 Wo.)        | 4      |
| Vereinigtes Königreich (OCC)   | 3 (14 Wo.)        | 14     |

| ChartsJahrescharts (2015)    | Platzierung |
| ---------------------------- | ----------- |
| Deutschland (GfK)            | 22          |
| Österreich (Ö3)              | 69          |
| Schweiz (IFPI)               | 24          |
| Vereinigtes Königreich (OCC) | 94          |

### Auszeichnungen für Musikverkäufe
| Land/Region                  | Auszeichnungen für Musikverkäufe (Land/Region, Auszeichnung, Verkäufe) | Verkäufe |
| ---------------------------- | ---------------------------------------------------------------------- | -------- |
| Dänemark (IFPI)              | Gold                                                                   | 10.000   |
| Deutschland (BVMI)           | Gold                                                                   | 100.000  |
| Österreich (IFPI)            | Gold                                                                   | 7.500    |
| Polen (ZPAV)                 | Platin                                                                 | 20.000   |
| Schweiz (IFPI)               | Gold                                                                   | 10.000   |
| Vereinigte Staaten (RIAA)    | —                                                                      | 36.000   |
| Vereinigtes Königreich (BPI) | Silber                                                                 | 60.000   |
| Insgesamt                    | 1× Silber · 4× Gold · 1× Platin ·                                      | 243.500  |